# La casa es seria
La casa es seria es un cortometraje musical picaresco protagonizado por el cantante de tangos Carlos Gardel, dirigido por el francés Lucien Jaquelux (quien en los créditos está presentado solo como Jaquelux). 
Pertenece a la serie de películas francesas de Gardel realizadas por la empresa estadounidense Paramount en sus estudios de Joinville-le-Pont, en Francia. 
La película es coprotagonizada por la actriz argentino-española Imperio Argentina y el guion fue realizado por el brasileño Alfredo Le Pera. Gardel canta dos canciones compuestas con Le Pera, «Recuerdo malevo» y «Quiéreme», tema este último que nunca fue registrado en disco.
Fue estrenada el 19 de mayo de 1933 en el Cine Suipacha de Buenos Aires. Los originales de la película se han perdido y solo ha sobrevivido el audio, grabado en discos Vitaphone.

## Contexto
En 1931 Carlos Gardel había logrado que la empresa estadounidense Paramount lo contratara para realizar su primer largometraje sonoro, Luces de Buenos Aires, en los estudios que tenía en la localidad de Joinville-le-Pont, a 40 kilómetros al sudoeste de la capital francesa, dedicada a producir películas para los mercados no estadounidenses. Pero al año siguiente, la Paramount francesa se encontraba en plena crisis, en el marco de la depresión mundial y de un clima político que se enrarecía, pocos meses antes de que Hitler tomara el poder en Alemania. Pese a ello, cuando ya había transcurrido el primer semestre de 1932 sin novedades y cuando Gardel ya había decidido volver a Buenos Aires, la empresa decidió realizar nuevas películas con el cantor argentino. 
En el marco de ese proyecto, se filmó en septiembre de 1932 el largometraje Espérame, Para ello designó al experimentado director francés Louis Gasnier, definió un guion adaptado de otro proveniente de Estados Unidos y fijó la fecha de filmación en septiembre de 1932 de una película que llevaría el título de Espérame.
Inmediatamente después de finalizada la filmación de Espérame, la Paramount convocó a la consagrada actriz argentina-española Imperio Argentina para realizar Melodía de arrabal, en noviembre de 1932, y el cortometraje que lleva como título La casa es seria, filmado durante el mes de diciembre de 1932.
Ese año había tomado importancia la presencia del brasileño Alfredo Le Pera, con quien Gardel había empezado a congeniar en diciembre del año anterior. Le Pera asumió las funciones de guionista de las películas y letrista de las canciones cuya melodía componía Gardel. 
Todos las copias de la película se han perdido, incluyendo los originales que fueron destruidos en 1940, durante la Segunda Guerra Mundial cuando las tropas alemanas bombardearon los estudios de la Paramount en Joinville. Sólo ha sobrevivido el audio grabado en discos Vitaphone.

## Argumento
Gardel interpreta a Juan Carlos Romero, un cantor de tangos que insiste en conquistar a la bailarina Carmen Rivera, interpretada por Imperio Argentina. La bailarina rechaza una y otra vez las invitaciones del cantante, anticipándole que ella no "era libre", que tenía un amogo "muy celoso" y que vivía en una "casa seria". Pero la bailarina finalmente cede y accede a recibir a Gardel en la casa, a la una de la mañana, acordando que cuando él silbara ella le arrojaría las llaves para que entre. Al llegar, Gardel silba y varias muchachas se asoman y lanzan sus llaves. La película cierra con Gardel diciendo: “¿Y esto es una casa seria? ¡Mi Dios!”.

## Reparto
- Carlos Gardel
- Imperio Argentina
- Lolita Benavente
- Josita Hernán
- Manuel París